# Still Alive (canción de Jonathan Coulton)
«Still Alive» es una canción compuesta por el cantautor estadonunidense Jonathan Coulton para el videojuego Portal (2007). La obra es interpretada por Ellen McLain, quien le dio la voz al antagonista de Portal, GLaDOS. La canción se originó en una reunión entre dos desarrolladores de Valve y Coulton. En esta, le plantearon escribir una canción para la compañía, que Coulton aceptó porque era fanático de la serie Half-Life, desarrollada en el mismo universo que Portal. La canción fue lanzada el 21 de diciembre de 2007 en The Orange Box junto con una mezcla vocal exclusiva que no se aparece en el videojuego.
La canción se muestra en lo que parece ser una consola de sistema y se reproduce después de que GLaDOS es derrotada por la protagonista Chell. La letra revela que GLaDOS está, de hecho, «todavía viva». La canción recibió elogios por su humor y la calidad de su interpretación. Se ha presentado e interpretado en múltiples lugares, incluido el Press Start -Symphony of Games- de 2009, un concierto japonés anual para mostrar las obras musicales de los videojuegos. También se presentó como una canción descargable gratuita para la serie de videojuegos Rock Band el 1 de abril de 2008. Una versión regrabada, con Sara Quin en la voz principal, aparece en el álbum Artificial Heart de Coulton de 2011.

## Antecedentes
A mediados de la década de los 2000 Jonathan Coulton renunció a su trabajo, empezó a escribir música a tiempo completo y contó con un proyecto en línea donde publicó canciones todos los viernes durante un año. Coulton incursionó en una carrera como músico de gira y de pronto comenzó a tocar con frecuencia en la ciudad de Seattle, en el estado de Washington. Durante uno de estos conciertos, Kim Swift, la líder del equipo de Portal (2007) en Valve, se le acercó al terminar para saludarlo y le comentó si alguna vez pensó en escribir música para videojuegos. Coulton ya conocía a la compañía y era fan de su trabajo así como de la saga Half-Life, por lo que se emocionó de que los que se contactaran con él fueran ellos en lugar de cualquier otra persona. De esta manera, el músico fue a las oficinas de Valve, conoció al equipo y jugó una versión temprana de Portal. En su prueba, a Coulton le quedó inmediatamente claro que donde coincidían sus intereses era con el personaje de GLaDOS, una inteligencia artificial y la principal antagonista del videojuego, y decidieron que iban a trabajar alrededor de eso para el proyecto.

## Composición y escritura
«Still Alive» es la primera canción que Coulton escribió para ser cantada por otra persona. Para él, esto resultó en un «desafío interesante» que hizo que fuera un «proceso vibrante y no algo aburrido». La pista fue escrita con la ayuda de Erik Wolpaw, escritor de Valve, y para Coulton no fue una canción difícil de componer porque resultó muy útil tener un personaje tan fuerte y claramente definido. La letra de la pista es un «resumen amargo y sarcástico» de la trama del videojuego. «Still Alive» se canta desde la perspectiva de GLaDOS, y se usa como la canción de los créditos del juego. Al final de este, Chell, la protagonista de Portal que ha sido engañada y colocada en situaciones de peligro dentro de las instalaciones de prueba del juego por parte de GLaDOS, finalmente la derrota. Sin embargo, la canción cuestiona esto, ya que GLaDOS exclama que todavía está viva y que las cosas fueron un éxito.

«GLaDOS realmente era su creación; tuvimos extensas conversaciones sobre ella, su personaje, lo que quería, cómo se sentía, en qué estado emocional estaría el jugador. Lo genial de GLaDOS es que es una villana patética. Tu relación con ella es complicada emocionalmente porque es graciosa y está tratando de matarte, y no es particularmente consciente de sí misma. A mitad de Portal, cuando frustras su plan de matarte y te estás moviendo sigilosamente detrás del escenario... ella pasa el resto del juego tratando diversas formas de convencerte de que regreses. Y lo intenta todo y nada funciona, y realmente comienzas a compadecerte de ella. Queríamos que la canción fuera una que ella cantara, casi como un fragmento de teatro musical. De hecho, eso fue lo que quería Eric, quería un número de teatro musical [...] un personaje cantando sobre sus emociones».

A medida que GLaDOS se hizo más importante para la historia de Portal, se le pidió a McLain que cantara para el juego, ya que era una soprano operística entrenada, y Coulton le dio una versión como referencia. Coulton le envió la canción a Ellen McLain por correo electrónico y ambos se encontraron en un estudio en Seattle para que la cantara. Para el compositor fue una sorpresa ver lo poco que tuvieron que modificar la voz de la cantante para que sonara como GLaDOS, y dijo que «simplemente fue... fue espeluznante ver esa voz salir de ella». El canto de McLain, que Coulton describió que transmite «emoción de una manera no emocional», se modificó para que sonara computarizado. El proceso general tardó unas seis semanas en completarse. A Coulton le resultó difícil quitarse la voz de GLaDOS de la cabeza.  Coulton explicó que "Still Alive" originalmente estaba planeada para ser cantada por GlaDOS a mitad del juego, aproximadamente en el punto después de que escapas del horno y comienzas a explorar las áreas restringidas de la instalación de Aperture Science. De acuerdo con el escritor, se suponía que sería parte del intento de la IA de reconciliarse con Chell. Por su parte, Swift, explicó que la canción fue elegida para reproducirse durante los créditos porque querían dejar a los jugadores sintiéndose felices.

## Recepción
«Still Alive» recibió elogios por parte de los crítica especializada. La escritora de USgamer Nadia Oxford la calificó como «legendaria» y el escritor de Vice Jagger Gravning la catalogó como la canción con letra más famosa de un videojuego. Se le atribuye haberle otorgado a Coulton un "estado de culto". Una gran mayoría de los críticos de videojuegos, que premiaron a Portal como el juego del año, mencionaron a "Still Alive" como una de las cualidades del juego, mientras que el diseñador de Portal, Chet Faliszek, sintió que era parte de por qué Portal era especial. La canción fue llamada el momento más memorable de 2007 por la serie de televisión Good Game de la Australian Broadcasting Company. El ex empleado de LucasArts y diseñador de Sinistar, Noah Falstein, sintió que la canción mejoraba el juego y que más juegos deberían crear una canción para el final que les quede tan bien como Coulton hizo encajar "Still Alive". Elogió la actuación de McLain como "perfecta" y la canción como "pegadiza". El escritor de IGN, Ryan Geddes, la calificó como la mejor canción de final de un videojuego de todos los tiempos, mientras que el escritor de Mashable, Kellen Beck, la consideró una de las más reconocibles. Matt Bradford de Gamesradar dijo que es una de las contribuciones más geniales y geek a la escena musical de los videojuegos. El cantante de la canción, McLain, elogió a Coulton por capturar a GLaDOS en la canción tan bien. La canción recibió el premio "Mejor Voz Original - Canción Pop" de Game Audio Network Guild durante sus premios de 2008. 

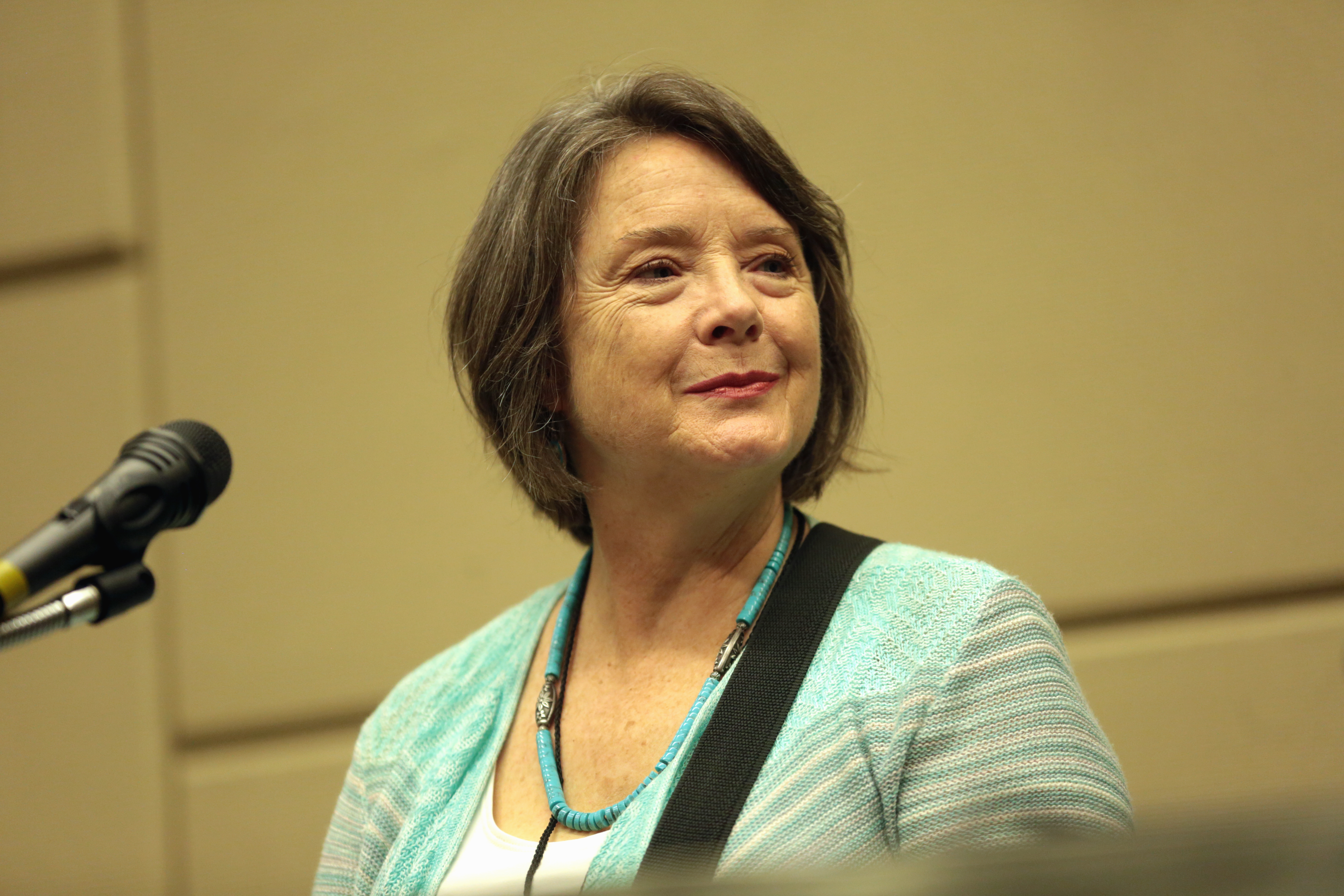
Ellen McLain es quién le dio la voz al antagonista de Portal, GLaDOS, y quien canta "Still Alive"

En el libro The Art of Videogames, el autor Grant Tavinor declaró que mientras estaba histérico por la canción, tuvo la sensación de realización artística al escucharla. Alice Liang de 1UP.com calificó el final de Portal como "pegadizo, encantador, sorprendente y humorísticamente agridulce". En la víspera del lanzamiento de Portal 2, el editor de Forbes, David Ewart, calificó la canción de "sorprendente, divertida, pegadiza e inolvidable", y consideró su línea de apertura "This was a triumph" (Esto fue un triunfo) como un "santiguo moderno". Kyle Hilliard de Game Informer incluyó la canción en una lista de pistas musicales sorprendentes en videojuegos, mientras que el escritor de Game Informer, Michael Leri, la incluyó en una lista de secuencias de créditos no interactivos "impresionantes". La escritora de UGO, Melissa Meli, se cansó de la canción debido a la frecuencia con la que la escucha, pero aun así reconoció la banda sonora del juego como "una de las más entrañables y originales en la historia de los videojuegos". Sara Goodwin de The Mary Sue la calificó como una de las mejores canciones de villanos, calificándola de "bonita" y la letra de "increíble y escalofriante". Mike Fahey de Kotaku comentó que la pista era una melodía hermosa que hacia que los jugadores reconsideraran su sentimientos hacia GLaDOS. PAUL O'MALLEY de geekireland que la pista eran tan importante como los puzles del juego, su arma o el "cubo de compañía" porque suma a la narrativa y sirve como un informe posterior a la acción de lo que acababa de suceder. El escritor de Paste Magazine, Nathan Spicer, sintió que era una canción que se podía disfrutar independientemente de la familiaridad que uno tenga con Portal.
El remix de Covey en el álbum The Greatest Video Game Music 2 se consideró una canción más débil en dicho álbum, y su compañero de Video Game Music Online Jon Hammond encontró agradables los aspectos instrumentales, pero sintió que Covey sonaba como si estuviera esforzándose demasiado para cantar bien, sacrificando el humor de la canción. El crítico de Video Game Music Online, Oliver Jia, sintió que la versión original de "Still Alive" era uno de los temas de videojuegos más memorables, pero sintió que la versión en el álbum Video Games Live Level 3 la arruinó debido al hecho de que usaron una grabación en vivo que sonó peor que otras canciones del álbum, pero también debido a que la multitud cantó y aplaudió, lo que la hizo sonar "demasiado cursi y mal hecha".

### Legado
La canción se volvió popular tras su salida. Luego del lanzamiento de Portal y Portal 2, Coulton declaró que la canción fue un «fenómeno fuera de control» y que la pista se beneficio de su escritura y su contexto en el videojuego. Cuando estaba componiendo la canción «You Wouldn't Know» de Lego Dimensions, declaró que fue más fácil hacerla una vez aceptó que no podría volver a hacer una canción tan grande como «Still Alive». Still Alive ocupa el puesto 24 de las mejores canciones de los videojuegos de CNET, destacando la excelente interpetacion vocal y las divertidas bromas internas de la letra. En una retrospectiva a Portal 2, Jordan Oloman de NME mencionó que era extrañamente reconfortante. Mike Finnerty de entertainment.ie dijo que era la guinda del pastel en Portal y que era probablemente la mejor canción en la historia de los videojuegos. En una lista de las mejores canciones con voz en videojuegos,  Austin Jones de Paste Magazine dijo que era legendaria y uno de los anzuelos para secuelas más divertidos en el mundo de los videojuegos. El sitio videogames también la incluyó en su lista de las mejores canciones en videojuegos de todos los tiempos. El sitio web Hobby Consolas dijo que se trataba de una increíble equilibrio entre lo melódico y lo humorístico. El personal de Fact Magazine dijo que nada ha capturado el humor musical en los videojuegos de la misma manera que Still Alive.

## En otros medios
«Still Alive» apareció en la banda sonora original de The Orange Box lanzada en Steam, que contiene tanto la versión original como el remix cantado por el propio Coulton. La cantante Sarah Covey realizó un remix en el álbum The Greatest Video Game Music 2. También se tocó en vivo en el tercer concierto de Video Games Live y se lanzó como parte del álbum Video Games Live Level 3. Coulton trabajó con el compositor de They Might Be Giants, John Flansburgh, en una nueva versión de "Still Alive" para un álbum de Coulton en 2013. Además se incluyó en el álbum Geek Wedding Album de Vitamin String Quartet. En 2017 se lanzó un disco de vinilo para celebrar el décimo aniversario Portal, con "Still Alive". El 9 de diciembre de 2022 se actualizó la banda sonora de Portal 2, que ahora incluye este instrumental y la música original sin filtrar.
La canción está presente en Left 4 Dead 2, que se puede seleccionar para reproducir en una máquina de discos en tres campañas diferentes. La primera línea de "Still Alive" ("Esto fue un triunfo. Estoy haciendo una nota aquí: GRAN ÉXITO") apareció en el juego de Valve Counter-Strike: Global Offensive. Se pensó que se trataba de un juego de realidad alternativa sobre una posible secuela de Portal, pero luego se confirmó que solo era un huevo de Pascua. En el mod del juego Portal "Portal Prelude", se puede escuchar un remix de "Still Alive" en varias radios a lo largo del juego, sin embargo, GLaDOS no las realiza. El spin off Bridge Constructor Portal presenta un cameo de la canción. Se creó un remix con temática navideña de "Still Alive" para el sitio web Aperture Science de Valve, que muestra una imagen en movimiento del Weighted Companion Cube con un sombrero de Santa Claus, que termina con un mensaje que dice "FELIZ [NOMBRE DE VACACIONES AQUÍ]". Una versión especial del juego  Chime, para Xbox Live Arcade, incluye "Still Alive" como un escenario musical adicional para el juego.
"Still Alive" apareció como una canción descargable en varios juegos de la serie Rock Band, incluidos Rock Band, Rock Band 2 y Rock Band Unplugged. Se incluyó de forma gratuita en Xbox 360, Wii y PlayStation 3 para agradecer a los jugadores por apoyar la serie. Después de las quejas de que la versión de Rock Band Unplugged no era gratuita, esto se rectificó y se devolvió el dinero a cualquiera que pagara por ella. Luego de que se pirateó un paquete de contenido para Rock Band, se lanzó una lista de canciones que supuestamente se incluirían, donde estaba "Still Alive". Jonathan Coulton y otros tres interpretaron esta canción en Rock Band, anunciando su presencia en el título como canción descargable. La versión de Coulton con Sara Quin, como aparece en su álbum Artificial Heart, también se lanzó más tarde a través de Rock Band Network. La pista también aparece el álbum The Greatest Videogame Music III – Choral Edition.

## Presentaciones en vivo
Fue interpretada en vivo por la cantante original Ellen McLain por primera vez en el Anime Midwest en Chicago. La canción se interpretó en el Press Start -Symphony of Games- de 2009, un concierto japonés anual para mostrar las obras musicales de los videojuegos. "Still Alive" es la primera canción occidental que se interpretó en el espectáculo, que incluyó una traducción al japonés de Kazushige Nojima, escritor de varios juegos de Final Fantasy, y un arreglo para la Orquesta Filarmónica de Tokio. Masahiro Sakurai, director de Super Smash Bros. Brawl, mostró el juego a la audiencia antes de la actuación, dada la exposición mínima de Portal en Japón. Las voces fueron hechas por la vocalista Mariko Otsuka. La interpretación de Press Start -Symphony of Games- recibió críticas de la autora de Video Game Music Online, Cedille, quien consideró que la letra sonaba "infantil" cuando se traducía al japonés, y que la cantante hizo una "actuación sin rostro" que la hizo "dolorosa y terrible". Cedille agradeció los esfuerzos realizados para demostrar Portal a las audiencias japonesas, pero cuestionó la necesidad de traducirlo al japonés y presentar a un cantante diferente.